# Клейтон (Мічиган)
Клейтон (англ. Clayton) — селище (англ. village) в США, в окрузі Ленаві штату Мічиган. Населення — 311 особа (2020).

## Географія
Клейтон розташований за координатами 41°51′54″ пн. ш. 84°14′5″ зх. д. / 41.86500° пн. ш. 84.23472° зх. д. (41.864874, -84.234784).  За даними Бюро перепису населення США в 2010 році селище мало площу 1,85 км², уся площа — суходіл.

## Демографія
Згідно з переписом 2010 року, у селищі мешкали 344 особи в 118 домогосподарствах у складі 90 родин. Густота населення становила 186 осіб/км².  Було 131 помешкання (71/км²).
Расовий склад населення:
| - 93,6 % — білих - 1,7 % — чорних або афроамериканців - 0,3 % — корінних американців - 0,3 % — азіатів - 1,7 % — осіб інших рас |

До двох чи більше рас належало 2,3 %. Частка іспаномовних становила 5,5 % від усіх жителів.
За віковим діапазоном населення розподілялося таким чином: 30,5 % — особи молодші 18 років, 57,6 % — особи у віці 18—64 років, 11,9 % — особи у віці 65 років та старші. Медіана віку мешканця становила 31,5 року. На 100 осіб жіночої статі у селищі припадало 108,5 чоловіків;  на 100 жінок у віці від 18 років та старших — 89,7 чоловіків також старших 18 років.
Середній дохід на одне домашнє господарство  становив 40 400 доларів США (медіана — 35 000), а середній дохід на одну сім'ю — 42 949 доларів (медіана — 35 357). Медіана доходів становила 35 625 доларів для чоловіків та 25 625 доларів для жінок. За межею бідності перебувало 13,3 % осіб, у тому числі 9,9 % дітей у віці до 18 років та 5,1 % осіб у віці 65 років та старших.
Цивільне працевлаштоване населення становило 130 осіб. Основні галузі зайнятості: виробництво — 32,3 %, освіта, охорона здоров'я та соціальна допомога — 16,9 %, роздрібна торгівля — 13,8 %, мистецтво, розваги та відпочинок — 10,8 %.